# کیرستن فلیخویش
کیرستن فلیخویش (هلندی: Kirsten Vlieghuis؛ زادهٔ ۱۷ مهٔ ۱۹۷۶) شناگر اهل هلند بود.
وی در مسابقات کشوری و بین‌المللی در مجموع برندهٔ ۲ مدال نقره، ۴ مدال برنز شده‌است.